# Mochtín
Mochtín é uma comuna checa localizada na região de Plzeň, distrito de Klatovy.